# Route nationale 680 (Belgique)
Pour les articles homonymes, voir Route nationale 680 (homonymie).
La route nationale 680 est une route nationale belge en région wallonne dans la province de Liège. La route relie la  à Angleur à la  à Ougrée . L'itinéraire a une longueur d'environ 5 kilomètres